# Noget i luften (film)
|  | Denne artikel er oprettet af botten Steenthbot ud fra en ekstern database. Den kan derfor have sproglige fejl eller mangler. Denne skabelon kan fjernes efter kontrol af indholdet. |

Noget i luften er en dansk filmskolefilm fra 2007 instrueret af Morten Lundgaard og efter manuskript af Lærke Sanderhoff.

## Medvirkende
- Anders Brink
- Mette Mai Langer